# 傷つかない愛はいらない
「傷つかない愛はいらない」（きずつかないあいはいらない）は、緒方恵美の3枚目のシングル。1996年7月10日にポリグラムから発売された。

## 概要
テレビ東京系「全仏オープンテニス」ハイライト・イメージソング。カップリングは文化放送「メルティランサー緒方恵美の銀河にほえろ!」オープニング・テーマ。公式なシングルとしては最大の売上であるが、全体を通じてのシングルとしては、「RUN」を含めて2番目の売上を誇った。プロデュースは田村直美、石川寛門などを手掛けた月光恵亮ではなく、これまで通りに編曲を担当した松尾早人によるもの。

## 収録曲
（編曲：松尾早人）
1. 傷つかない愛はいらない [4:15]
作詞：田村直美／作曲：田村直美・石川寛門
2. Drive on the Milkyway [4:48]
作詞：緒方恵美／作曲：松尾早人
3. 傷つかない愛はいらない (inst) [4:15]
4. Drive on the Milkyway (inst) [4:44]

## 収録アルバム
| 曲名                   | 収録アルバム            | 発売日        | 規格品番    |
| ---------------------- | ----------------------- | ------------- | ----------- |
| 傷つかない愛はいらない | 『多重人格 multipheno』 | 1997年6月4日  | POCX-1073   |
| 傷つかない愛はいらない | 『 緒方恵美 LIVE』      | 1997年3月5日  | POCX-1066   |
| 傷つかない愛はいらない | 『RUNNER』              | 1999年6月30日 | POCX-1120   |
| Drive on the Milkyway  | 『 緒方恵美 LIVE』      | 1997年3月5日  | POCX-1066   |
| Drive on the Milkyway  | 『RUNNER』              | 1999年6月30日 | POCX-1120   |
| Drive on the Milkyway  | 『アイタイ。』          | 2002年12月4日 | LACA-9015/8 |